# Ministerio de Cultura (República Dominicana)
El Ministerio de Cultura de la República Dominicana es el organismo de Estado encargado de actividades culturales, patrimonio cultural y manifestaciones creativas. Su objetivo es preservar la identidad nacional, "garantizando los derechos culturales del pueblo dominicano para contribuir al desarrollo sostenible de la nación". Realiza premios, ferias, desfiles, actividades museísticas, entre otras.
Se estableció en 2000 como Secretaría de Estado de Cultura, adoptando su nombre actual en 2010. Tiene su sede en la Avenida George Washington, esquina Presidente Vicini Burgos, de Santo Domingo, capital del país.

## Historia
La primera referencia a una oficina de Estado dedicada a la cultura en República Dominicana la encontramos en 1934 con la creación de la Secretaría de Estado de Educación y Bellas Artes. Este es el origen del actual Ministerio de Educación. En 1965, la institución recibe el nombre de Secretaría de Estado de Educación, Bellas Artes y Cultos, adquiriendo funciones que anteriormente eran de la Secretaría de Estado de Relaciones Exteriores. En 1997 cambia nuevamente de nombre para convertirse en la Secretaría de Estado de Educación y Cultura.
En 1979, una misión de la UNESCO, junto con intelectuales dominicanos, realizó un diagnóstico sobre las instituciones culturales estatales. Concluyó en que estas oficinas estaban dispersas entre varias Secretarías de Estado y se recomendó la creación de un organismo que regulara todas estas instituciones culturales. No será hasta 1997, durante el primer gobierno de Leonel Fernández, que aparecerá el Consejo Presidencial de Cultura, encargado de coordinar las actividades del Archivo General de la Nación, la Biblioteca Nacional, el Teatro Nacional, varios museos, escuelas, teatros y diversos centros culturales y artesanales. Este Consejo estaba presidido por el cantautor Víctor Víctor.
En respuesta a las demandas de artistas e intelectuales, el 28 de junio de 2000, el Gobierno de Leonel Fernández firma la Ley 41-00 que crea definitivamente la Secretaría de Estado de Cultura como instancia encargada de coordinar temas culturales. Adoptará su nombre actual, Ministerio de Cultura, en 2010 con el cambio de nomenclatura de todas las instituciones del Gabinete Nacional mediante el decreto n.º 56-10.

## Dependencias y despachos

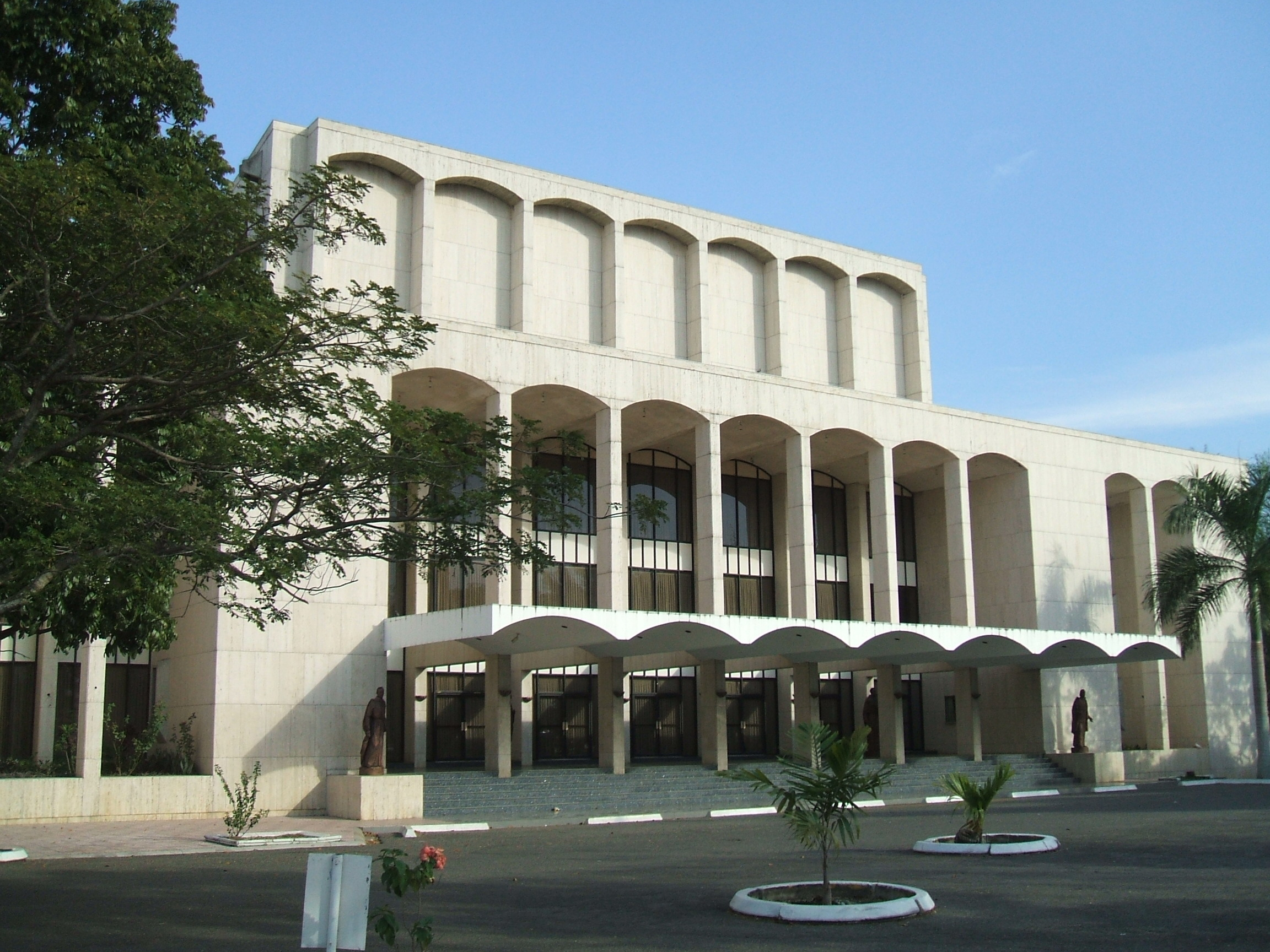
Gran Teatro del Cibao, dependencia del Ministerio de Cultura

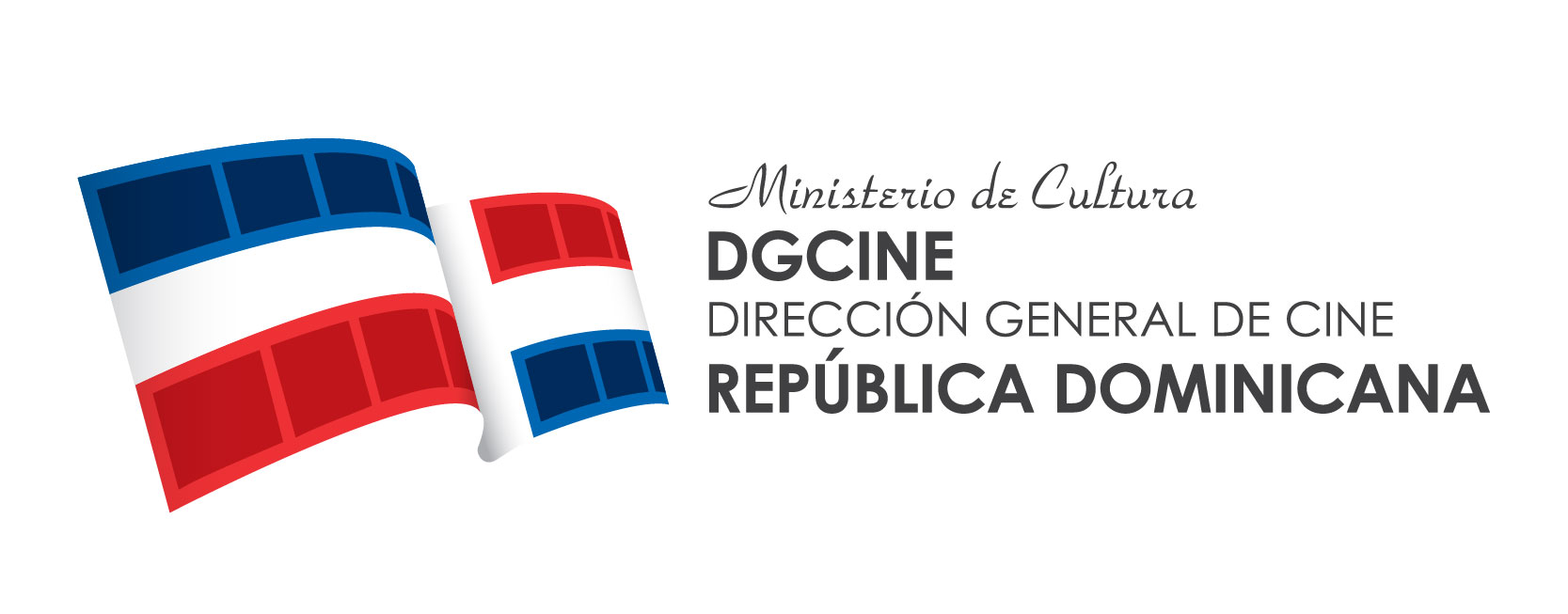
Dirección General de Cine, encargada de promover la cinematografía dominicana

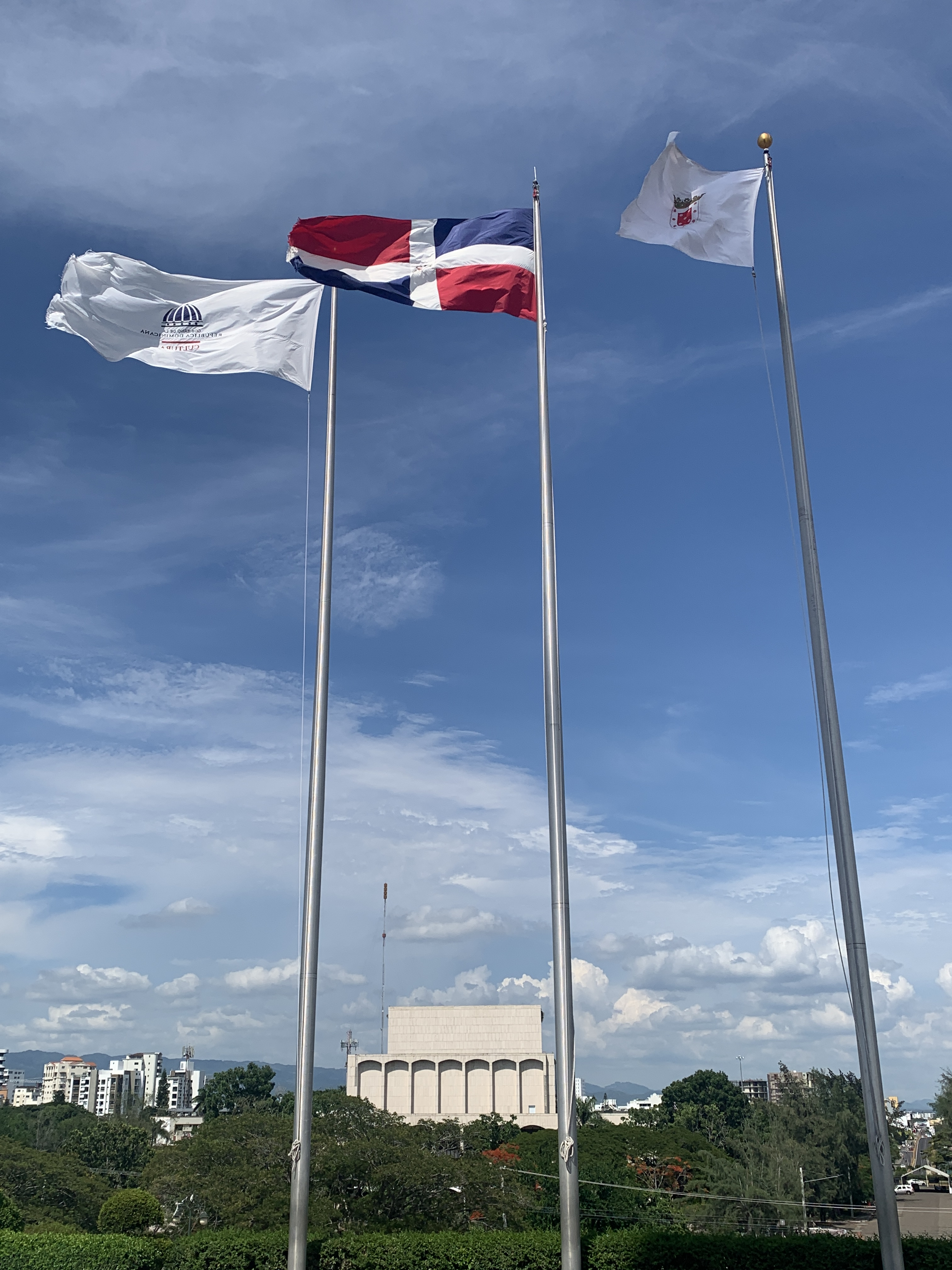
Banaderas dominicana, santiaguera y del Ministerio de Cultura frente al Monumento a los Héroes de la Restauración; de fondo el Gran Teatro del Cibao

Dentro de sus funciones, el Ministerio de Cultura coordina actividades muy diversas. Esto hace que el Ministerio cuente con varias instituciones dependientes, según las diferentes artes y los muchos centros culturales que coordina. Algunas de estas dependencias son:
- Gran Teatro del Cibao
- Teatro Nacional Eduardo Brito
- Centro Nacional de Artesanía
- Dirección General de Cine
- Escuela Nacional de Artes Visuales
- Escuela Nacional de Arte Dramático
- Conservatorio Nacional de Música
- Centro Nacional de Conservación de Obras de Arte y Documentos
- Biblioteca Nacional Pedro Henríquez Ureña
- Ballet Nacional Dominicano
- Centro Cultural Narciso González
- Escuela Nacional de Música Elia Mena
- Panteón de la Patria[9]

Dentro del propio Ministerio, hay varias oficinas que forman parte directa del mismo. Estas son las siguientes comisiones y direcciones:
- Comisión Nacional Dominicana para la UNESCO
- Comisión Nacional de Espectáculos Públicos
- Dirección General de Museos
- Dirección Nacional de Patrimonio Monumental
- Dirección Nacional de Patrimonio Cultural Subacuático
- Dirección Nacional del Libro y la Lectura

El Archivo General de la Nación estuvo adscrito al Ministerio de Cultura, pero se convirtió en una entidad pública con autonomía propia en 2010.